# Caridina lanceifrons
Caridina lanceifrons е вид десетоного от семейство Atyidae. Видът не е застрашен от изчезване.

## Разпространение и местообитание
Разпространен е във Виетнам и Китай (Гуандун, Гуанси, Фудзиен, Хайнан и Хунан).
Обитава сладководни басейни, реки и потоци.